# Naohiro Oyama
Naohiro Oyama (大山 直大 Oyama Naohiro?), född 24 april 1974 i Kagawa prefektur, är en japansk före detta fotbollsspelare.
Oyama började sin karriär 1993 i Yamaha Motors (Júbilo Iwata). Med Júbilo Iwata vann han japanska ligan 1997. Han avslutade karriären 1997.